# Adolfo Morales de los Ríos
Adolfo Morales de los Ríos y García de Pimentel (Sevilla, 1868-Río de Janeiro, 1928) fue un arquitecto, urbanista e historiador español, activo a finales del siglo xix y principios del xx. 

## Biografía

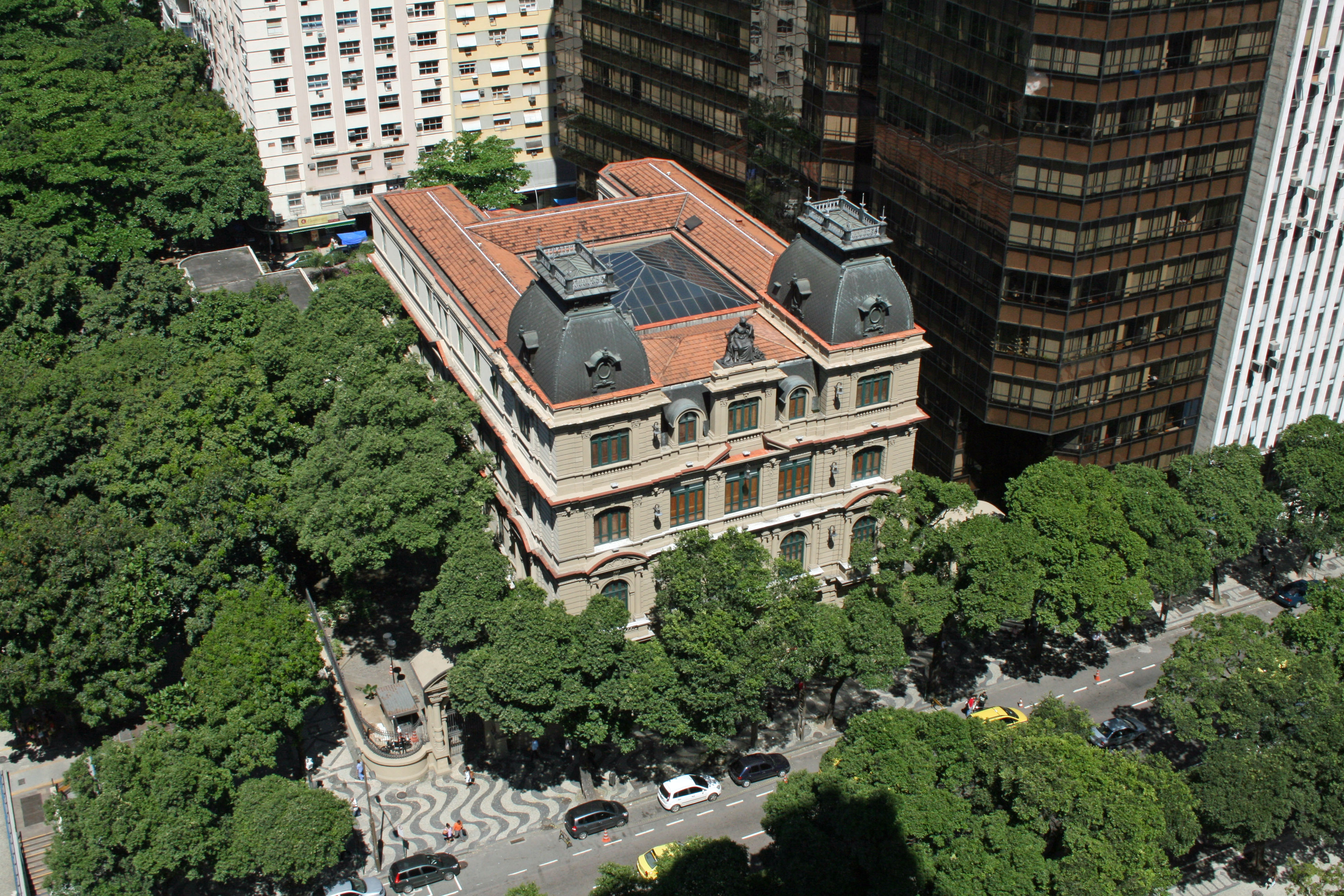
Antigua sede del Supremo Tribunal Federal, hoy Centro Cultural Justiça Federal

Nacido en Sevilla en 1868, se formó en la Escuela de Bellas Artes de París, graduándose en 1882. A su regreso a España trabaja en la realización de la sede del Banco de España en Madrid, el Gran Teatro Falla de Cádiz y el Casino de San Sebastián.
Invitado a dar clases de arquitectura en Chile, visita Brasil, país en el que se establecerá a partir de 1890 y donde trabajó de forma prolífica en diversos proyectos en Salvador de Bahía, Recife, Maceió y Río de Janeiro. Entre sus obras más importantes en este país pueden citarse el edificio del periódico O Paiz, la Escola Nacional de Belas Artes, sede actual del Museo Nacional de Bellas Artes de Brasil, y la entonces sede del Supremo Tribunal Federal, hoy Centro Cultural Justiça Federal. Falleció en Río de Janeiro en 1928.